# 2016 FO59
2016 FO59 est un objet de la ceinture de Kuiper très mal connu, ayant un arc d'observation faible.

## Caractéristiques
2016 FO59 mesure probablement entre 120 kilomètres et 200 km de diamètre.